# 朱朝治
朱朝治（1962年7月—），辽宁大连人。男，满族。大专学历。
任辽宁省大连市金州新区七顶山街道朱家村党总支书记、村委会主任。
2016年1月8日，辽宁省第十二届人大常委会第二十三次会议补选为第十二届全国人民代表大会代表。2018年2月24日，当选为第十三届全国人大代表。